# Едоардо Тібоні
Едоардо Тібоні (італ. Edoardo Tiboni; 31 травня 1923, Васто — 13 грудня 2017, Пескара) — італійський літературознавець і журналіст, засновник міжнародної премії Flaiano з літератури, театру, кіно і телебачення, засновник видавництва Ediars.

## Біографія
Після смерті батька Едоардо Тібоні у віці п'яти років був відправлений до Сполето до школи-інтернату, в яку приймали сиріт державних службовців. Після війни, під час якої він служив в армії, в 1946 році він здобув ступінь юриста та економіки в Римському університеті. У Пескарі він розпочав свою кар'єру журналіста, пишучи для «Абруцького щорічника» (італ. "Annuario Abruzzese") (1948—1949). З 1951 по 1953 рік він став головним редактором регіональної газети «Ранок Абруццо» (італ. "Il Mattino d'Abruzzo") — першої, що виходила в Абруццо, — а з 1953 року він був призначений керівником регіонального відділення RAI в Абруццо-е-Молізе, посада, яку він обіймав протягом 35 років. Він культивував гуманістичні, соціологічні та економічні дослідження та заснував видавництво. Його спогади були зібрані в інтерв'ю, випущеному в 2013 році Енцо Фіміані.
Едоардо Тібоні вдосконалив радіодраму, новий популярний жанр, який справив великий вплив на публіку. У передачах з Пескари він закликав письменників до співпраці, включаючи Енніо Флаяно, Ігнаціо Сілоне, Маріо Поміліо, Оттавіано Джаннанджелі, Джузеппе Розато і Лаудомію Бонанні, а також художників, таких як Мікеле і Томазо Кашелла.

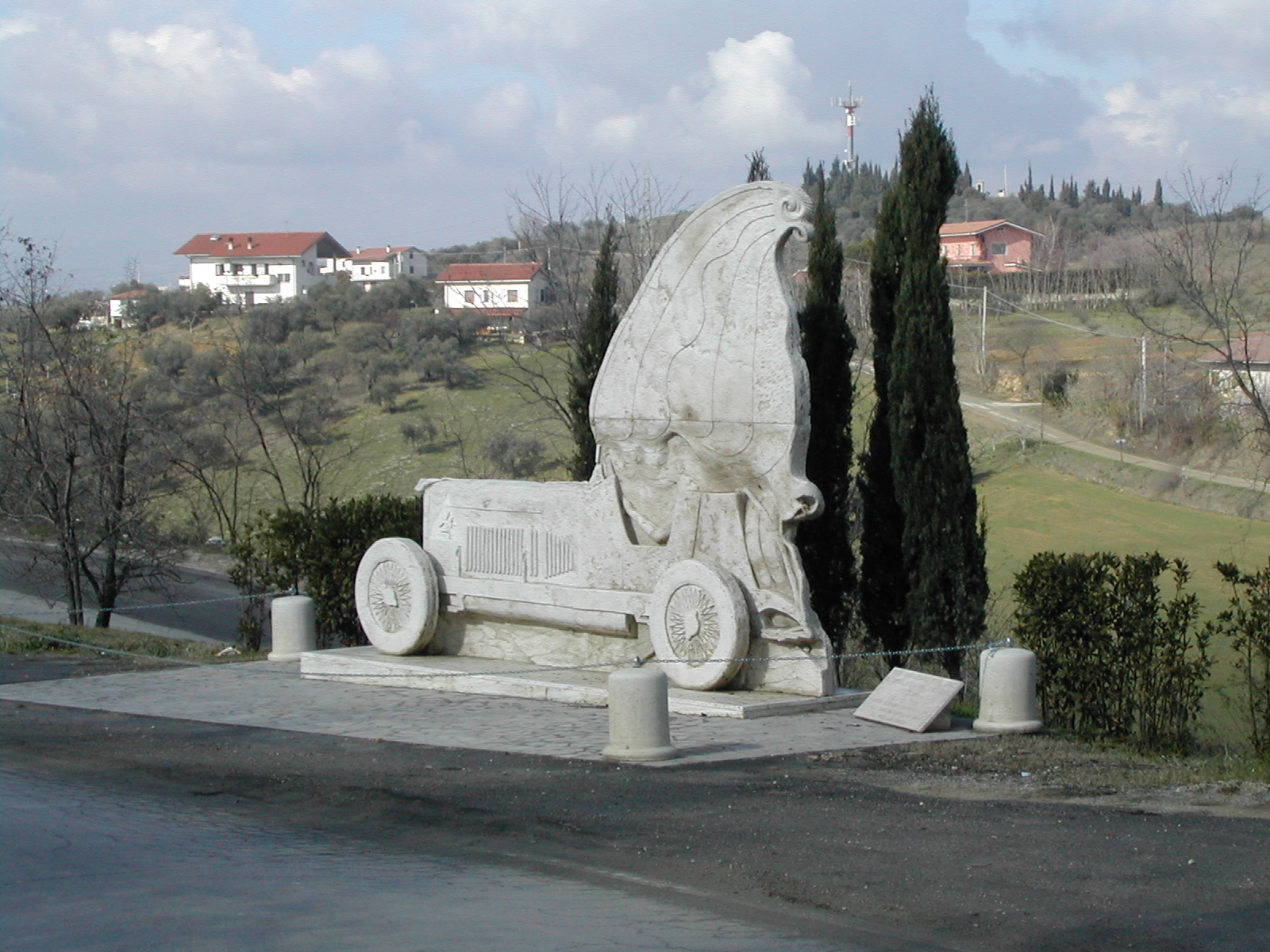
Кубок Ачербо Пескари, скульптура Ігоря Кашчелли

У ці роки він підтримував деякі проекти, такі як відновлення Кубка Ачербо з автомобільних перегонів, святкування сторіччя з дня народження Габріеле д'Аннунціо в 1963 році та будівництво театру-пам'ятнику, присвяченого д'Аннунціо. У 1973 році, щоб вшанувати пам'ять Енніо Флаяно та його творчості, він задумав «Міжнародну премію Флаяно» (італ. "Premio Internazionali Flaiano") з літератури, театру, кіно та телебачення, розділену на різні заходи: огляди, конференції та шоу. Серед переможців розділу «Розповіді» були нобелівські лауреати Шеймус Хіні, Хосе Сарамаго та Імре Кертес.

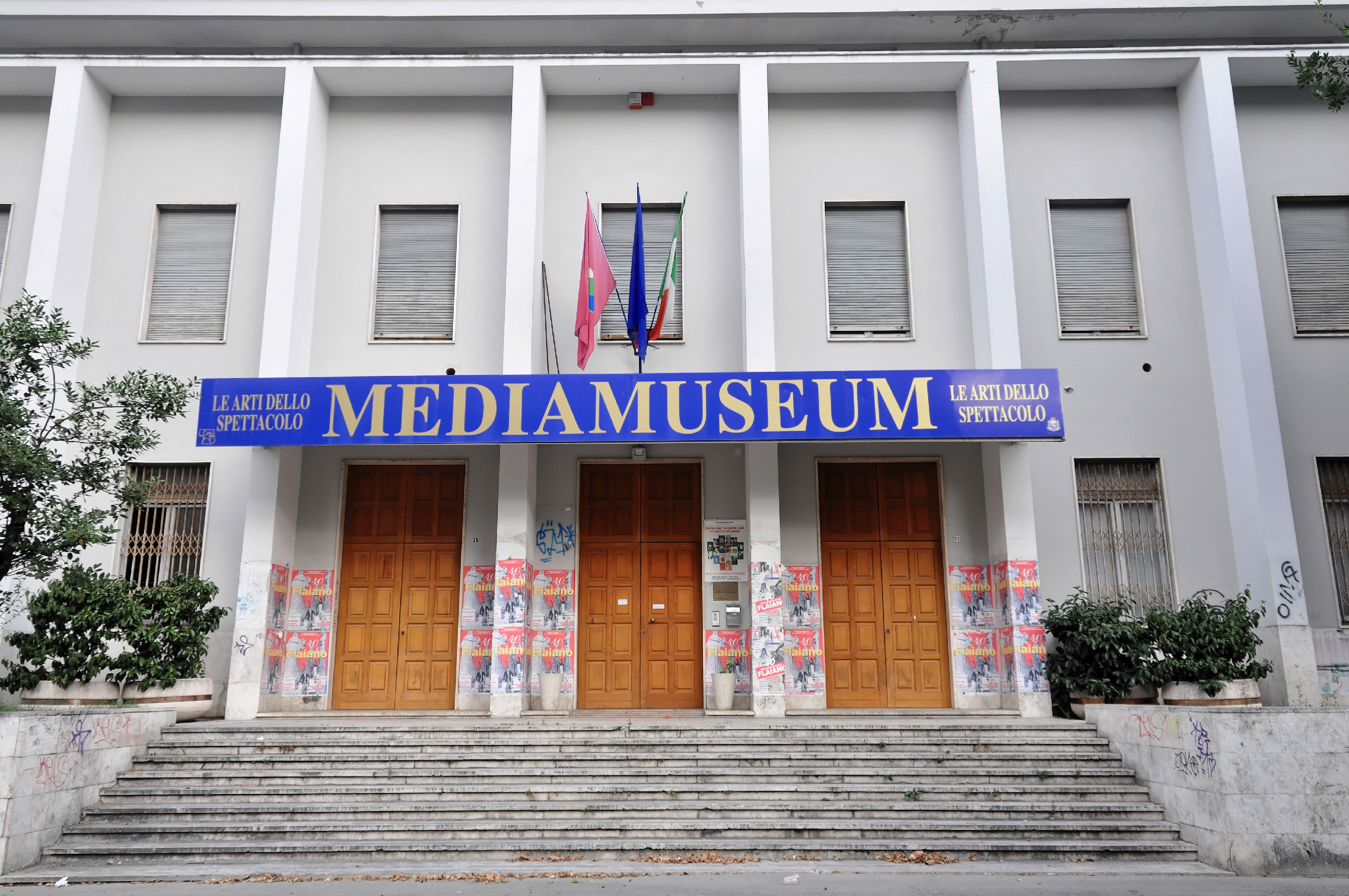
Медіамузей, Пескара

Тібоні організував Національний інститут християнських досліджень, Товариство театру і музики Даннунціанізму та Міжнародний мультимедійний інститут письма та зображення. Також він заснував і керував журналом про оновлення культури «Сьогодні і завтра» (італ. "Oggi e Domani"). Нагороджений орденом Мінерви Університетом "Габріеле д'Аннунціо". Його останнім проектом став Медіамузей — Національний музей кіно та аудіовізуалів, що працює з 2006 року у будівлі, де колись знаходився суд Пескари. У Медіамузеї також проводяться тимчасові заходи та виставки, пов'язані з діяльністю Фонду Едоардо Тібоні.

## Твори

#### Монографії
- Едоардо Тібоні, Данина Ді Хоріо, Пескара, Луссостампа, 1972 р., SBN IT\ICCU\IEI\0224216 [Архівовано 15 квітня 2021 у Wayback Machine.].
- Едоардо Тібоні, Джузеппе Спатаро та його прихильність до Абруццо, Пескара, Ediars, 2004, SBN IT\ICCU\TER\0012287 [Архівовано 16 квітня 2021 у Wayback Machine.]. Передрук.

Матеріали конференцій
- Едоардо Тібоні та Луїджі Абруджіаті (під редакцією), Тріумф смерті[it]: матеріали 3-ї Міжнародної конференції досліджень Д'Аннунціо: Пескара, 22-24 квітня 1981 р., Пескара, Фабіані, 1983, SBN IT\ICCU\LO1\0477873 [Архівовано 16 квітня 2021 у Wayback Machine.].
- Едоардо Тібоні, Луїджія Абруджаті (під редакцією), Я співаю нове[it] до сторіччя видання: 4-ї Міжнародної конвенції досліджень Д'Аннунціо: Пескара, 7-8 травня 1982 р., Пескара, Дж. Фабіані, 1982, SBN IT\ICCU\CFI\0001410 [Архівовано 15 квітня 2021 у Wayback Machine.].
- Едоардо Тібоні та Луїджі Абругіаті (під редакцією), Журналіст Д'Аннунціо: матеріали 5-ї Міжнародної конвенції досліджень Д'Аннунціо: Пескара, 14-15 жовтня 1983 р., Пескара, Дж. Фабіані, 1984, SBN IT\ICCU\PAL\0084748 [Архівовано 15 квітня 2021 у Wayback Machine.].
- Едоардо Тібоні (під редакцією), Факел під бушелем[it]: матеріали 9-ї Міжнародної конвенції досліджень Д'Аннунціо: Пескара, Кокулло, 7-9 травня 1987 р., Пескара, Дж. Фабіані, 1987 р., SBN IT\ICCU\RAV\0027766 [Архівовано 15 квітня 2021 у Wayback Machine.].
- Міжнародна конференція досліджень Д'Аннунціо, Дочка Іоріо[it]: матеріали 7-ї Міжнародної конференції досліджень Д'Аннунціо: Пескара, 24-26 жовтня 1985 р., Пескара, Ediars, 1993, нове видання, SBN IT\ICCU\BVE\0139708 [Архівовано 15 квітня 2021 у Wayback Machine.].
- Едоардо Тібоні (за редакцією), Д'Аннунціо і Абруццо: матеріали 10-ї конференції досліджень Д'Аннунціо: Пескара, 5 березня 1988 р., Пескара, Дж. Фабіані, 1988, SBN IT\ICCU\RAV\0060472 [Архівовано 15 квітня 2021 у Wayback Machine.].
- Едоардо Тібоні, Іванос Сіані, Умберто Руссо (за редакцією), Від Задоволння[it] до Навинного[it] (Dal Piacere all'Innocente): 15-та національна конференція: К'єті–Пенне, 15-16 травня 1992 р. / Національний центр досліджень Д'Аннунціо в Пескарі, Пескара, Едіарс, 1992, SBN IT\ICCU\RAV\0215513 [Архівовано 16 квітня 2021 у Wayback Machine.].
- Національний центр досліджень Д'Аннунціо (під редакцією), Від Фоскарини до Ерміоне: Алкіон[it]: продроми, майстерня, поезія, удача: 27-ма навчальна конференція: 25, 26, 27 травня 2000 р., Франкавілла аль-Маре, Пескара, Едіарс, 2000 р., SBN IT\ICCU\CFI\0512139 [Архівовано 15 квітня 2021 у Wayback Machine.]. Передмова Едоардо Тібоні.

Написано у співпраці
- Умберто Руссо, Едоардо Тібоні (за редакцією), Абруццо у вісімнадцятому столітті, Пескара, Едіарс, 2000, SBN IT\ICCU\TER\0000914 [Архівовано 15 квітня 2021 у Wayback Machine.].
- Едоардо Тібоні (за редакцією), Внесок у дослідження в Абруццо — Д'Аннунціо, Flaiano, Silone / праці Карло Бо[it], Джино Пампалоні[it], Едоардо Тібоні, Пескара, Ediars, 2001, SBN IT\ICCU\TER\0001697 [Архівовано 16 квітня 2021 у Wayback Machine.].
- Умберто Руссо, Едоардо Тібоні (за редакцією), Абруццо від гуманізму до епохи бароко, Пескара, Едіарс, 2002, SBN IT\ICCU\AQ1\0074776 [Архівовано 15 квітня 2021 у Wayback Machine.].
- Едоардо Тібоні (за редакцією), Бенедетто Кроче в італійському цивільному та культурному житті; Бенедетто Кроче та літературна критика: два круглі столи 1977 р., Пескара, журнал сьогодні і завтра-EDIARS, 2002, SBN IT\ICCU\BVE\0331377 [Архівовано 15 квітня 2021 у Wayback Machine.].
- Умберто Руссо, Едоардо Тібоні (за редакцією), Абруццо в середні віки, Пескара, Едіарс, 2003, SBN IT\ICCU\BVE\0331377 [Архівовано 15 квітня 2021 у Wayback Machine.].
- Умберто Руссо, Едоардо Тібоні (за редакцією), Абруццо у ХХ столітті, Пескара, Едіарс, 2004, SBN IT\ICCU\AQ1\0077875 [Архівовано 15 квітня 2021 у Wayback Machine.].
- Едоардо Тібоні, Паоло Смогліка (редактор), Абруццо та кінотеатр, К'єті Скало, Едіарс, 2008, SBN IT\ICCU\AQ1\0077875 [Архівовано 15 квітня 2021 у Wayback Machine.].

Фонд Едоардо Тібоні
- Головне з Д'Аннунціо: Алкіон; Дочка Іоріо; Задоволення, Пескара, Фонд Едоардо Тібоні, Національний центр досліджень Даннунца, 2010 р., SBN IT\ICCU\LO1\1333584 [Архівовано 16 квітня 2021 у Wayback Machine.].
- Едоардо Тібоні (за редакцією), Відлуння поезії та життя в будинку Д'Аннунціо, Пескара, Фонд культури Едоардо Тібоні в Абруццо, 2013, SBN IT\ICCU\TER\0038069 [Архівовано 15 квітня 2021 у Wayback Machine.].
- Пескара: століття винаходів та дисипацій: документальна виставка, Пескара, Фонд Тібоні, 2013, SBN IT\ICCU\TER\003859 [Архівовано 15 квітня 2021 у Wayback Machine.].